# Haseley
Haseley är en ort i Beausale, Haseley, Honiley and Wroxall, Warwick, Storbritannien. Den ligger i grevskapet Warwickshire och riksdelen England, i den södra delen av landet, 140 km nordväst om huvudstaden London. Haseley ligger 121 meter över havet och antalet invånare är 242. Haseley var en civil parish fram till 2007 när blev den en del av Beausale, Haseley, Honiley and Wroxall. Civil parish hade 223 invånare år 1961. Byn nämndes i Domedagsboken (Domesday Book) år 1086, och kallades då Haseleia.
Terrängen runt Haseley är huvudsakligen platt. Haseley ligger uppe på en höjd. Runt Haseley är det ganska tätbefolkat, med 124 invånare per kvadratkilometer. Närmaste större samhälle är Coventry, 14,6 km nordost om Haseley. Trakten runt Haseley består till största delen av jordbruksmark.